# Grütli

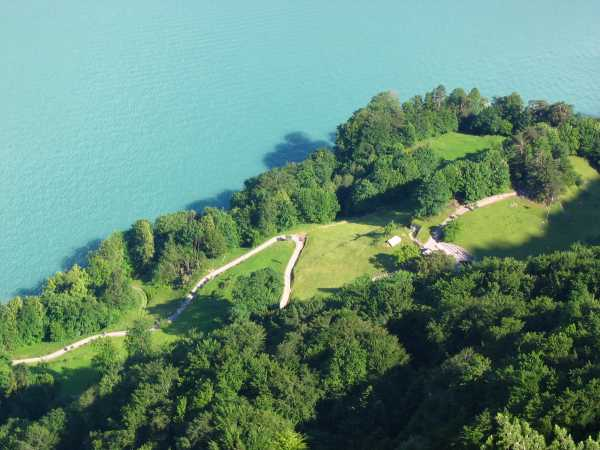
La prairie du Grütli vue depuis Seelisberg.

Le Grütli (Rütli en allemand, "morceau de terre défriché") est une prairie située au bord du lac des Quatre-Cantons, dans la commune uranaise de Seelisberg, en Suisse. 
Elle fait partie des mythes fondateurs de la Suisse et est considérée comme monument national : selon la légende, le Grütli est en effet le lieu où les premiers Confédérés se sont réunis lors de leur conjuration contre les baillis autrichiens pour y prêter le Serment du Grütli. Cette histoire est relatée pour la première fois dans le Livre blanc de Sarnen (vers 1470). Le chroniqueur Gilg Tschudi (1505-1572) situe le Serment du Grütli au mercredi avant la Saint-Martin (11 novembre) de 1307. 
Dans l'imaginaire populaire, cette alliance s'est largement confondue avec le pacte fédéral de 1291, qui est, lui, historique. Bien que la conjuration des trois « Suisses », Walter Fürst, Arnold de Melchtal et Werner Stauffacher soit un mythe, les habitants des Waldstätten (Suisse centrale) se sont réunis plusieurs fois sur le Grütli au cours de leur histoire.

Vue aérienne (1951).

## Histoire des commémorations
Dès le début du XVIIIe siècle, le Grütli sert à des réunions patriotiques suisses. En 1780 et 1789, il fut proposé d'y élever un monument à la Liberté ou un mémorial. Mais ces projets n'ont pas abouti. 
Sous la République helvétique (1798-1803), le Grütli devient un lieu de pèlerinage pour les conservateurs et les patriotes. En 1804, Friedrich von Schiller rédige la pièce de théâtre Guillaume Tell (de), drame de la liberté alors que, en 1820, Johann Krauer (de) et Franz Joseph Greith (de) écrivent la Chanson du Grütli (Rütlilied). 
En 1859, la Société suisse d'utilité publique acheta le terrain pour empêcher la construction d'un hôtel et pour en faire don, une année plus tard, à la Confédération comme « bien national inaliénable », ceci dans le but que le site conserve son caractère de monument naturel et national. Le Grütli est dès lors le lieu de nombreuses fêtes commémoratives, une fête de tir ainsi que la fête nationale du 1er août organisée par la Société suisse d'utilité publique. 
Le 25 juillet 1940, le général de l'armée suisse Henri Guisan réunit cinq cents officiers supérieurs pour appeler à la résistance nationale face à l'encerclement par les forces de l'Axe. Cet événement est connu sous le nom de Rapport du Grütli.
En 1941, pour le 650e anniversaire du pacte fédéral, on allume des torches au Grütli que 5 000 sportifs amènent dans tout le canton d'Uri pour allumer des feux.
En 1991, à l'occasion de la célébration du 700e anniversaire de la Suisse, un parcours pédestre de 35 km autour du lac des Quatre-Cantons, la Voie Suisse, débute au Grutli. La prairie du Grutli étant difficile d'accès, le moyen le plus aisé est le bateau venant de Brunnen, l'autre est de descendre à pied depuis le village de Seelisberg situé 350 mètres plus haut que la prairie située au bord du lac.

### Années 2000
Au cours des années 2000, la prairie a été le lieu de manifestations politiques opposées : réunion de groupuscules d'extrême droite à l'occasion de la fête nationale, discours du Conseiller fédéral Christoph Blocher (UDC) pour célébrer le 45e anniversaire du Rapport du Grütli...
En août 2007, réagissant à la tentative d'annexion de ce symbole par des groupuscules d'extrême droite, la présidente de la Confédération suisse Micheline Calmy-Rey (PS) y a prononcé un discours pour le 716e anniversaire du pacte : « Cette prairie n'est pas une prairie comme les autres. Elle est le symbole de la Suisse. Le symbole de ce qui nous unit. Ici est née la Suisse moderne – sociale, démocratique et diverse. »

## Monuments
La prairie elle-même est considérée comme monument national : « Bien national inaliénable » depuis 1860. À proximité de la prairie se trouve la « Pierre de Schiller », monument dédié à Friedrich Schiller inauguré le 21 octobre 1860.